# 罗德里戈·努涅斯
罗德里戈·努涅斯（西班牙語：Rodrigo Núñez，1977年2月5日—），智利男子足球运动员，司职中场。他曾代表智利国奥队参加2000年夏季奥林匹克运动会足球比赛，获得一枚铜牌。